# Benedictus van Aniane

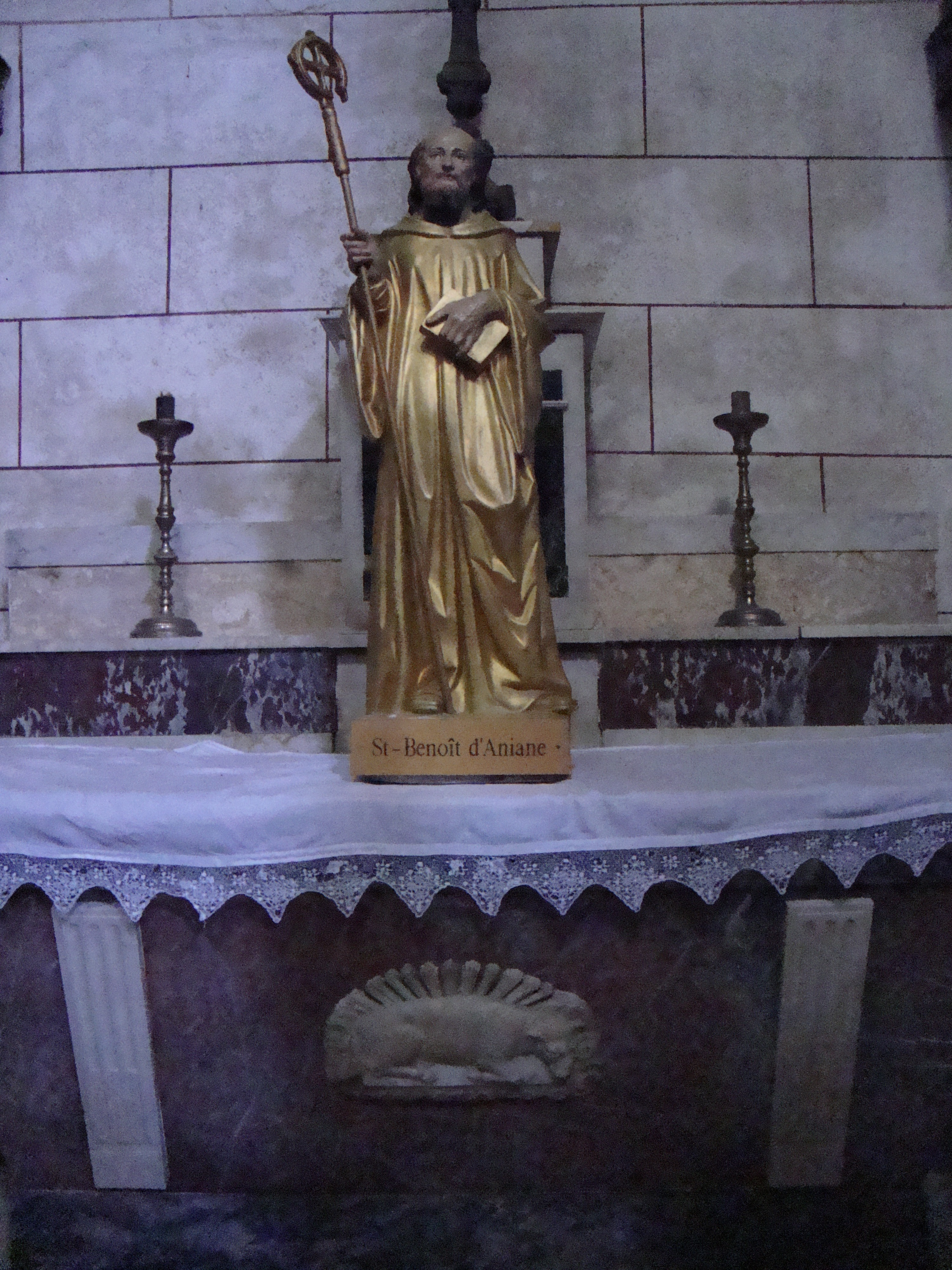
Beeld van St. Benedictus van Aniane in de kerk van Aniane

De heilige Benedictus van Aniane (745 – 821) was een Franse benedictijner monnik en kloosterhervormer. Na een korte legerloopbaan ging hij naar het klooster van de H. Sequanus in Saint-Seine en stichtte later een huis van de benedictijnen in Aniane, dat het model en het centrum werd van de kloosterhervorming in Frankrijk onder Lodewijk de Vrome. Hij pleitte voor een verstrenging van de monastieke regel, daar de orde naar zijn mening te laks geworden was. Lodewijk richtte voor hem in 814 de Abdij van Kornelimünster op.
Benedictus werd later  voorzitter van de synodes van Aken in  816 en 817 en verdedigde de officiële kerkelijke leer tegen Felix van Urgell, het hoofd van de adoptianisten. Zijn feestdag is op 12 februari.

## Voetnoten
1. ↑  Paul Fabianek: Folgen der Säkularisierung für die Klöster im Rheinland - Am Beispiel der Klöster Schwarzenbroich und Kornelimünster, 2012, Verlag BoD, ISBN 978-3-8482-1795-3, blz. 27